# 최삼호
최삼호(1971년 ~ )은 《그것이 알고싶다》, 《순간포착 세상에 이런 일이》,《SBS 스페셜》 등을 제작한 대한민국의 방송제작가(PD)이다.

## 경력
- 《생방송 세븐데이즈》 (2004년 ~ 2005년)
- 《순간포착 세상에 이런 일이》 (2005년 ~ 2006년)
- 《심리극장 천인야화》 (2006년 ~ 2007년)
- 《그것이 알고 싶다》 (2007년 ~ 2009년)
- 《궁금한 이야기 Y》 (2009년 ~ 2011년)
- 《그것이 알고 싶다》 팀장 (2012년 ~ 2013년)
- 《심장이 뛴다》 (2013년)
- 꼬리에 꼬리를 무는 그날 이야기 (2020년)